# فهرست وابسته‌های دیپلماتیک در ارمنستان

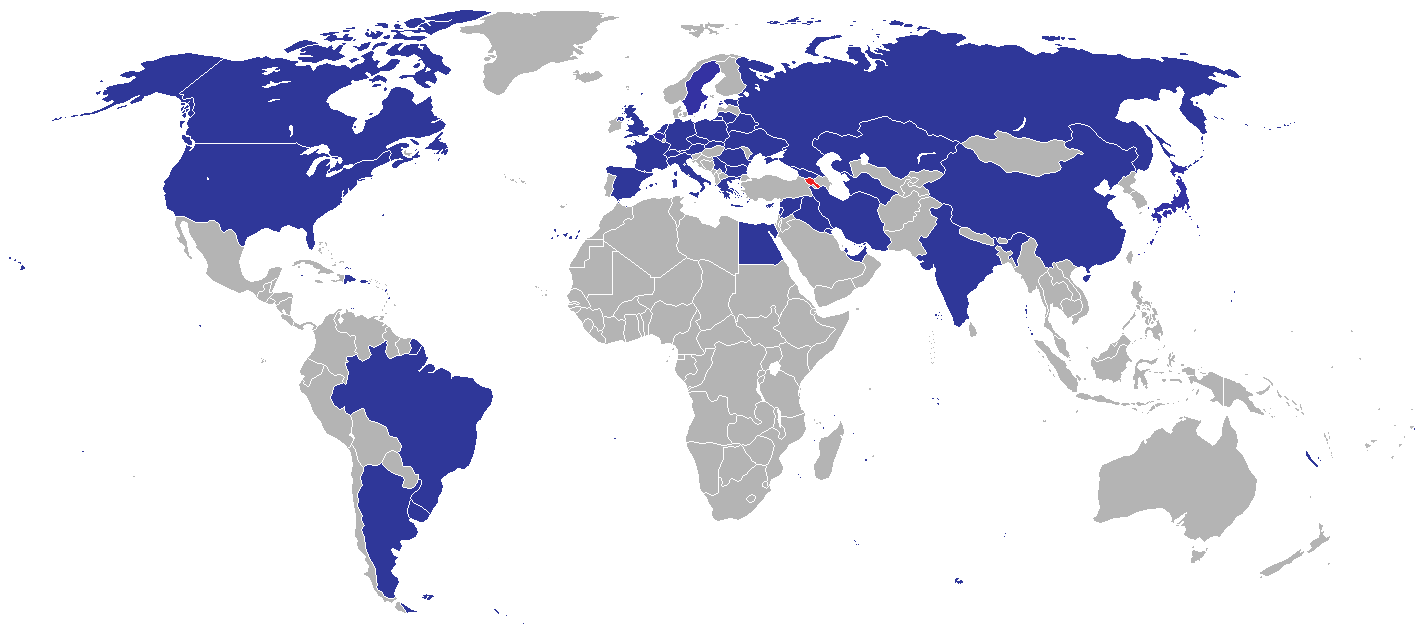
Diplomatic missions in Armenia

در زیر فهرست هیئت‌های دیپلماتیک در ارمنستان (انگلیسی: List of diplomatic missions in Armenia) آورده شده‌است. هم‌اکنون ۳۰ سفارتخانه ساکن در ایروان وجود دارد و چندین کشور دیگر سفارتخانه‌های خارجی در خارج از ارمنستان دارند.

## سفارتخانه‌ها در ایروان
| - آرژانتین - بلاروس - برزیل - بلغارستان - چین - جمهوری چک - مصر - فرانسه - گرجستان - آلمان - یونان - هند - ایران - عراق - ایتالیا - ژاپن | - قزاقستان - کویت - لبنان - لیتوانی - لهستان - رومانی - روسیه - سوئد - سوئیس - سوریه - ترکمنستان - اوکراین - امارات متحده عربی - بریتانیا - ایالات متحده آمریکا |

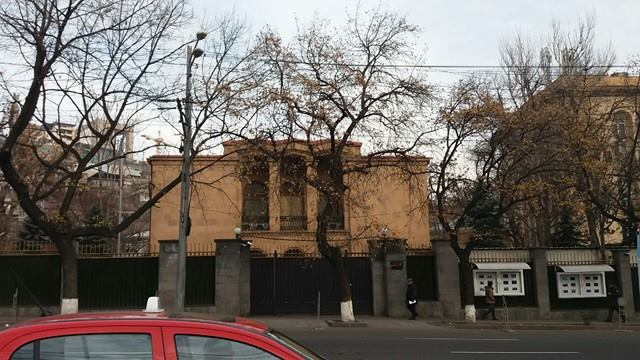
سفارتخانه چین در ارمنستان
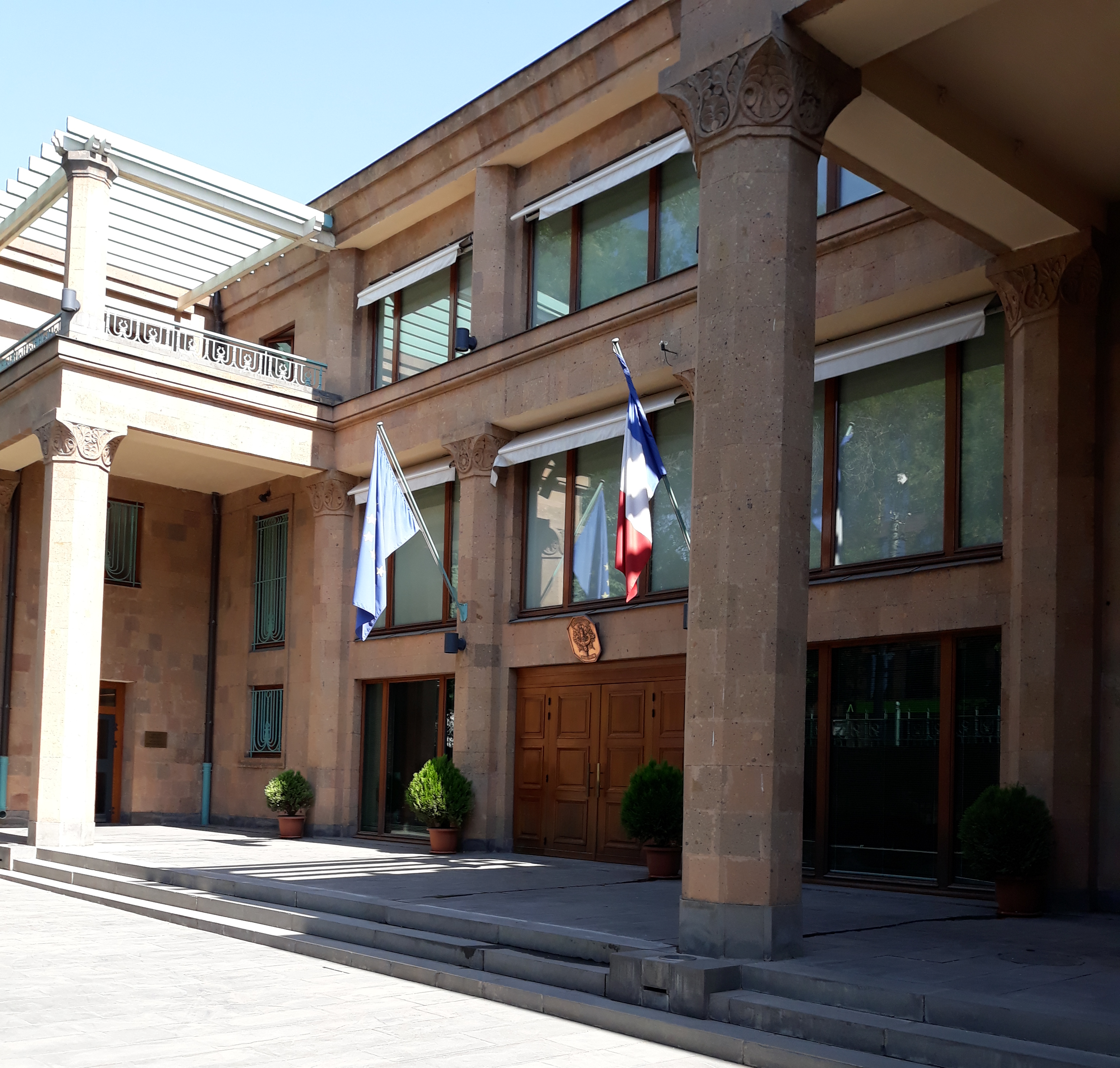
سفارتخانه فرانسه در ارمنستان
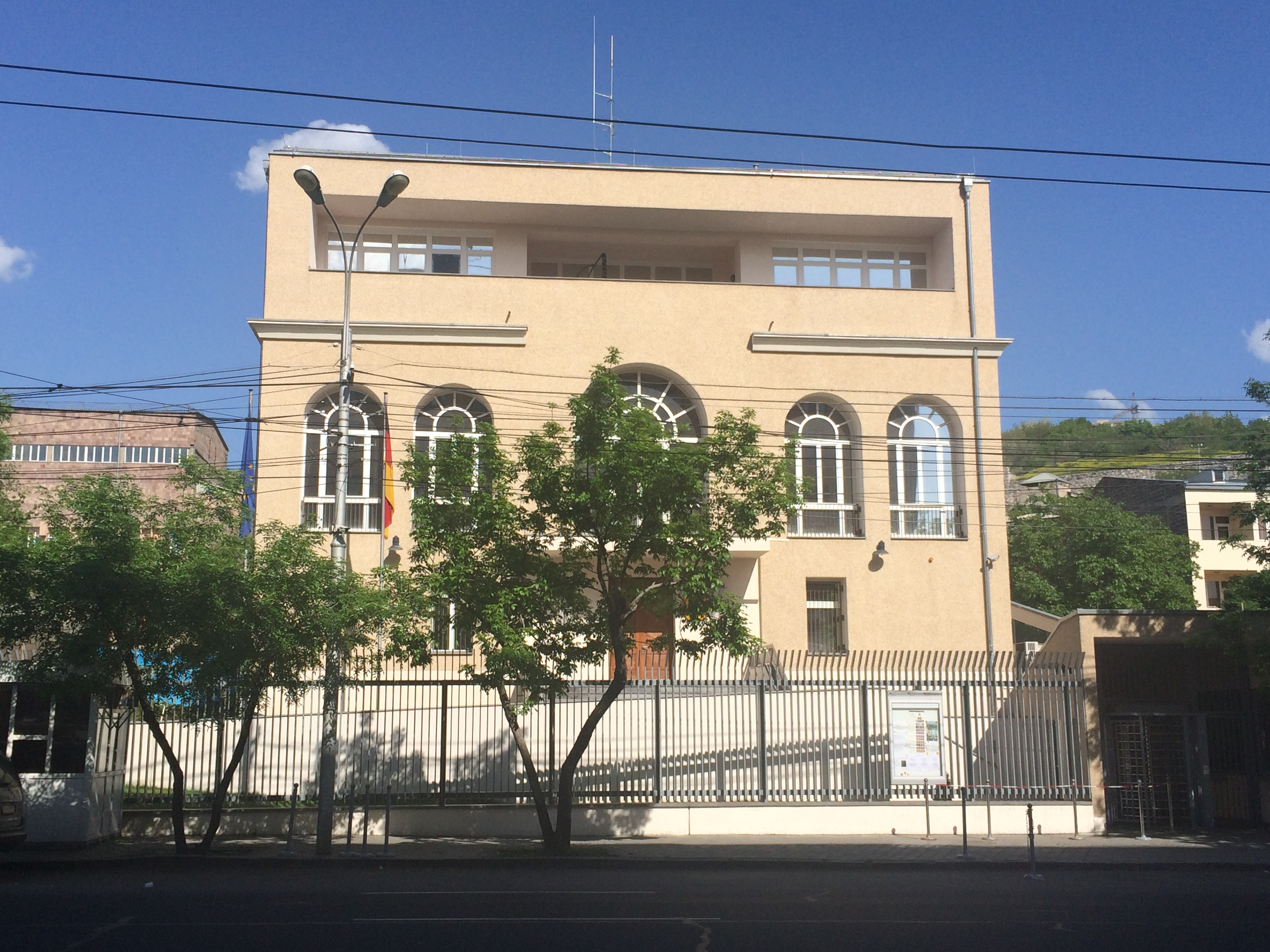
سفارتخانه آلمان در ارمنستان
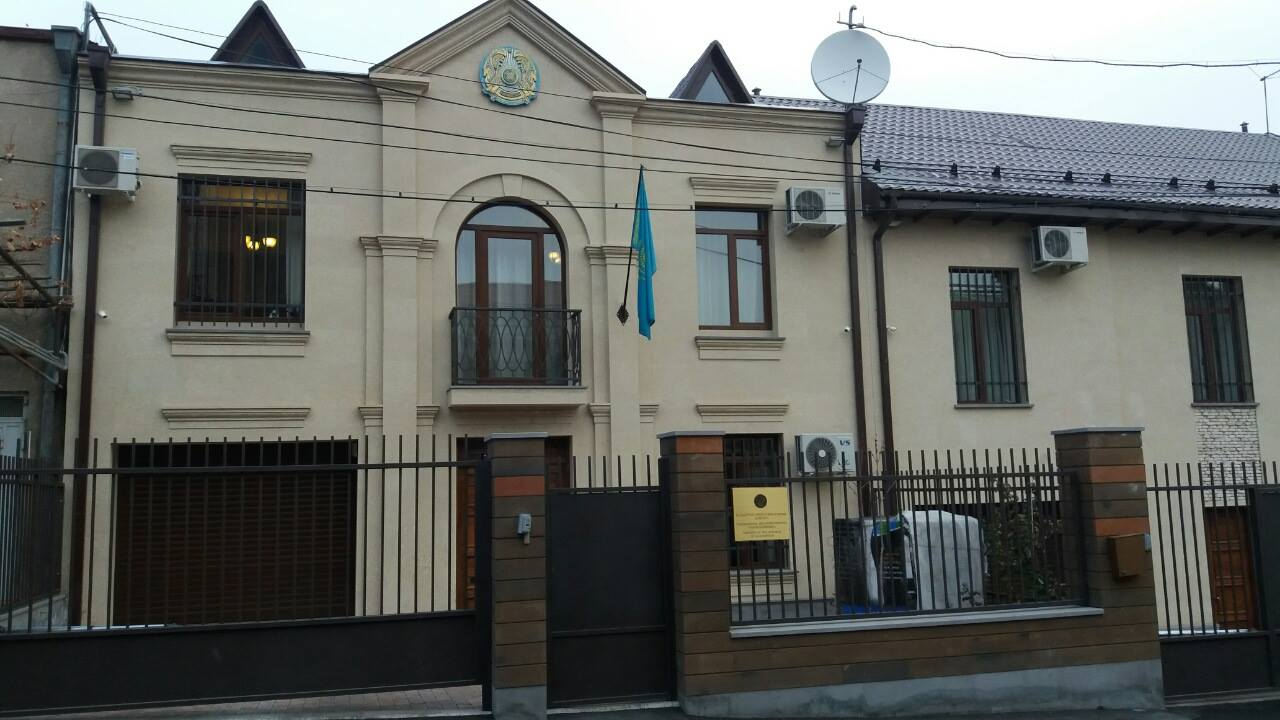
سفارتخانه قزاقستان در ارمنستان
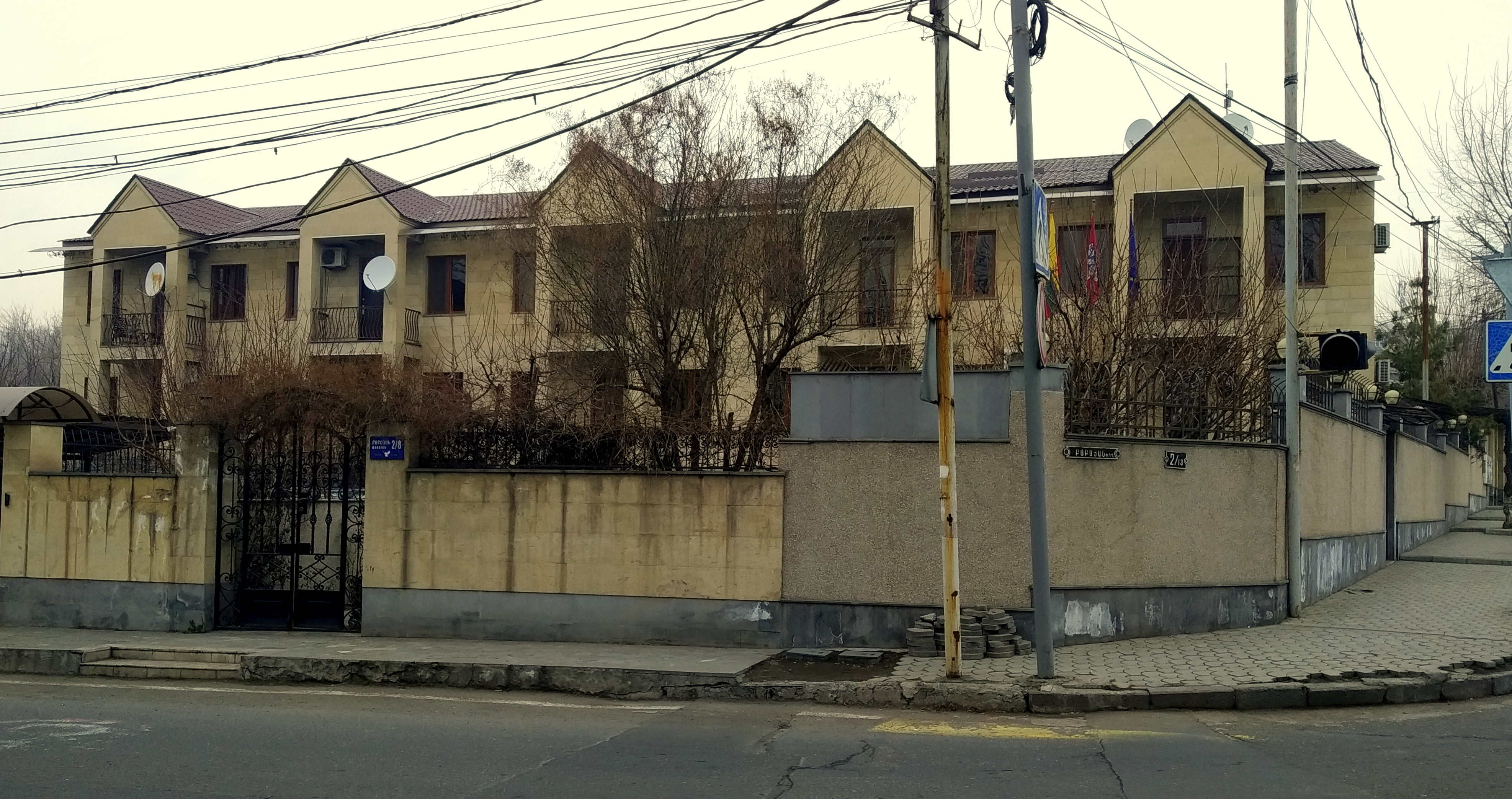
سفارتخانه لیتوانی در ارمنستان
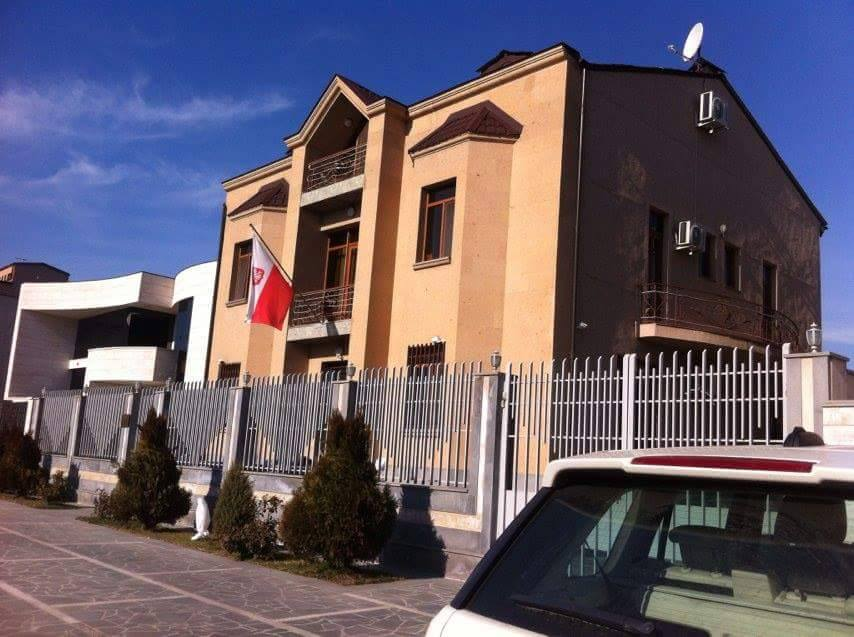
سفارتخانه لهستان در ارمنستان
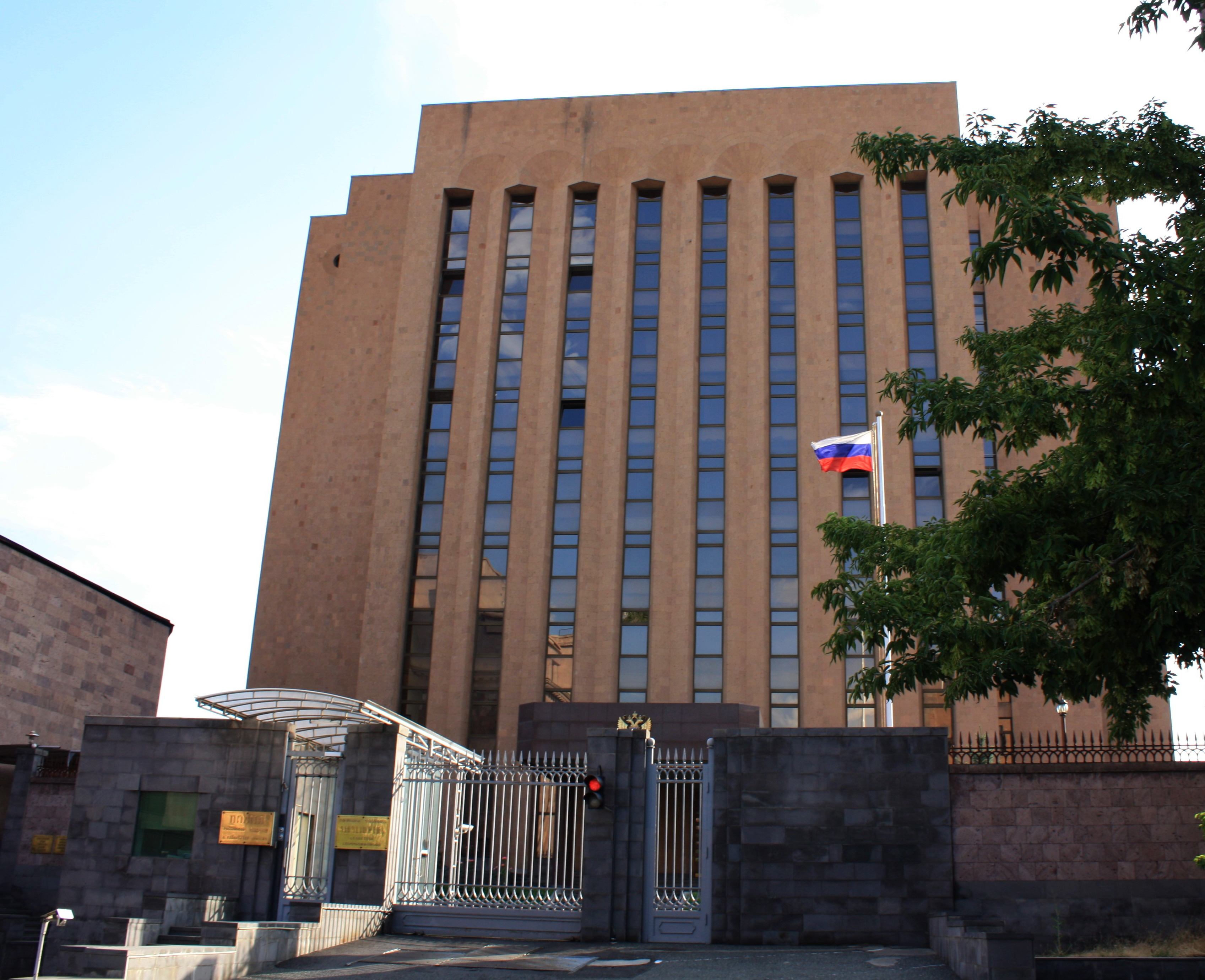
سفارتخانه روسیه در ارمنستان
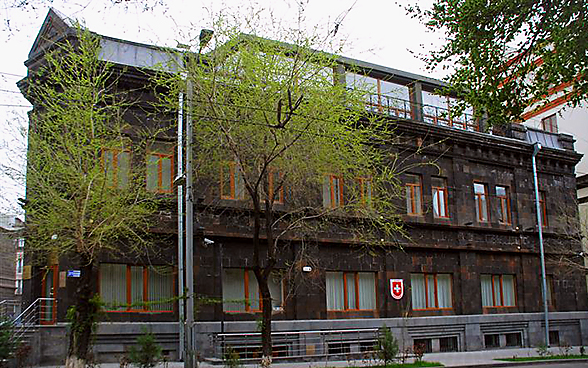
سفارتخانه سوئیس در ارمنستان
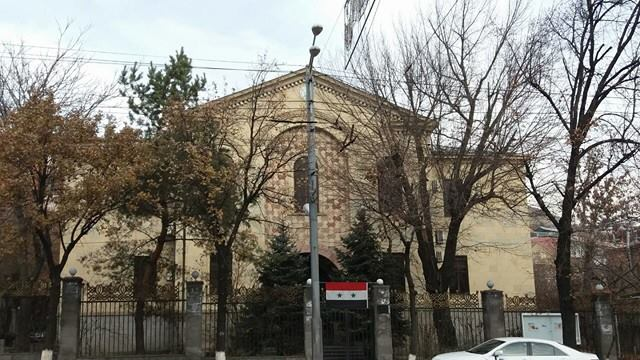
سفارتخانه سوریه در ارمنستان
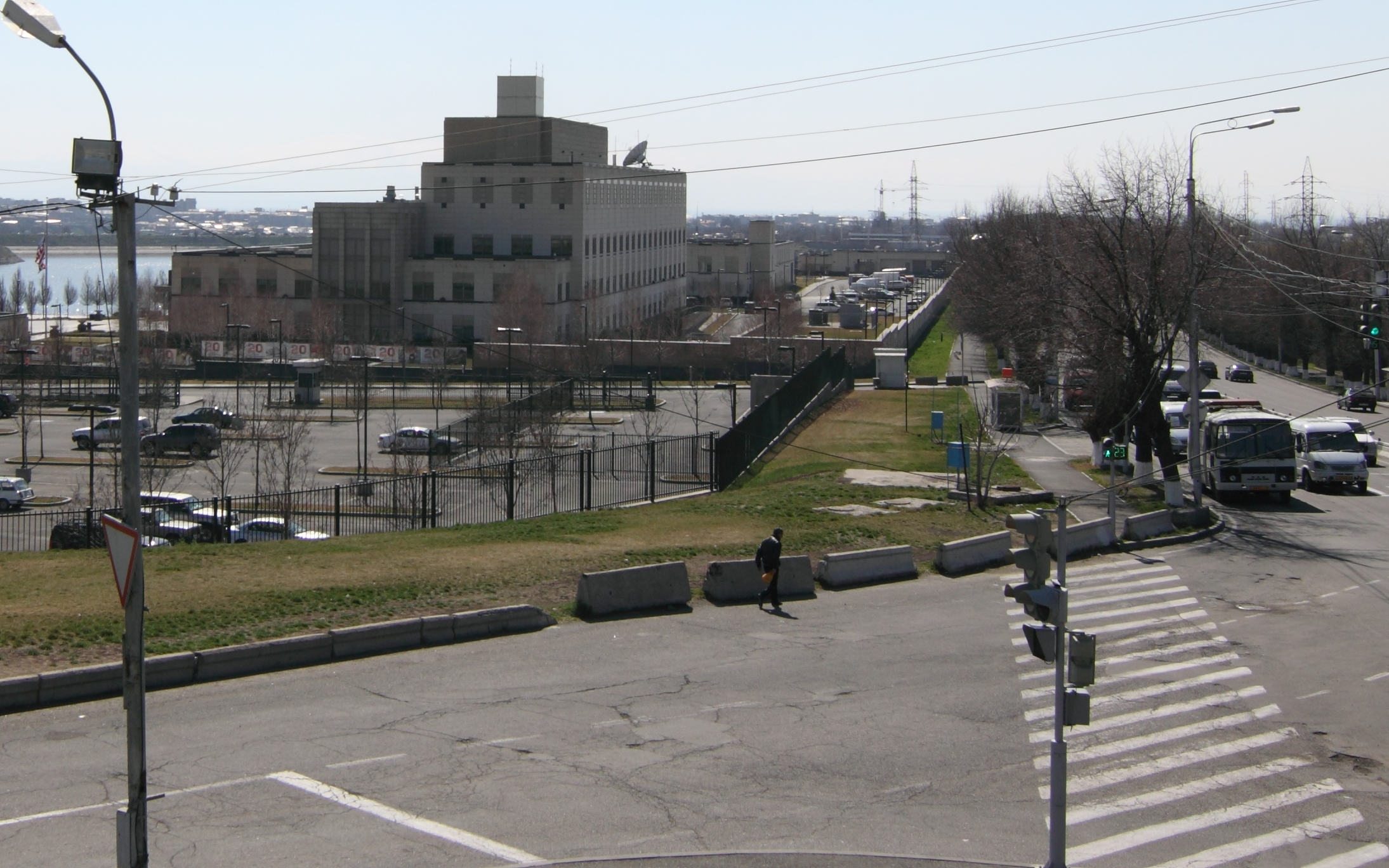
سفارتخانه ایالات متحده آمریکا در ارمنستان
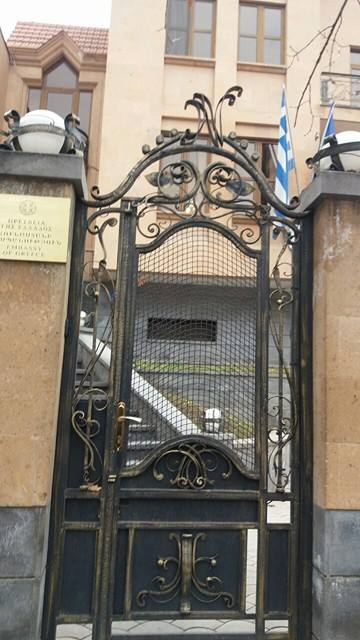

## سایر دفاتر درایروان
- اتریش (دفتر)
- اتحادیه اروپا (هیئت)

## کنسولگری‌ها

### کنسولگری‌ها درگیومری
- روسیه

### کنسولگری‌ها درایروان
| - اتریش - بلژیک - کانادا - شیلی - کرواسی - قبرس - دانمارک - استونی - فنلاند - ایسلند - اندونزی - جمهوری ایرلند - اسرائیل - قرقیزستان - لتونی - لوکزامبورگ - مالت | - مکزیک - مونته‌نگرو - مراکش - نروژ - عمان - پرو - فیلیپین - پرتغال - سان مارینو - صربستان - اسلواکی - اسلوونی - کره جنوبی - اسپانیا - سری‌لانکا - تایلند - اروگوئه |

### کنسولگری‌ها درگیومری
- بلاروس
- آلمان
- ایتالیا
- اوکراین

### کنسولگری‌ها دروانادزور
- اوکراین

### سفارتخانه‌های در حال تأسیس
- بلژیک
- کانادا
- قطر
- اسلواکی
- اسپانیا

## سفارتخانه‌های غیر ساکن
مسکو:
| - افغانستان - الجزایر - آنگولا - استرالیا - بلژیک - بنین - بوسنی و هرزگوین - کامبوج - کامرون - کانادا - شیلی - کوبا - قبرس - اکوادور - اتیوپی | - غنا - گواتمالا - ایسلند - قرقیزستان - لیبی - مالزی - مالی - مکزیک - مولدووا - نپال - نیوزیلند - نیکاراگوئه - کره شمالی - نروژ - عمان | - پاراگوئه - پرو - فیلیپین - پرتغال - سنگال - اسلواکی - کره جنوبی - اسپانیا - سری‌لانکا - تایلند - ازبکستان - ونزوئلا - ویتنام - زامبیا |

تفلیس:
- استونی
- اسرائیل
- هلند
- واتیکان

تهران:
- بحرین
- نیجریه
- قطر
- اروگوئه

کیف:
- دانمارک
- اندونزی
- مراکش
- اسلوونی
- آفریقای جنوبی

آتن:
- آلبانی
- کرواسی
- صربستان

سایر شهرها:
- اتریش (وین)
- فنلاند (هلسینکی)
- جمهوری ایرلند (صوفیه)
- مالت (ورشو)
- مونته‌نگرو (پودگوریتسا)
- جزایر مالتا (پاریس)

## سازمان‌های چندجانبه در ایروان
Several Multilateral organizations also maintain representation in Yerevan, including:
- بانک توسعه آسیایی
- شورای اروپا
- Eurasian Development Bank
- بانک اروپایی بازسازی و توسعه
- صندوق بین‌المللی پول
- نهضت بین‌المللی صلیب سرخ و هلال احمر
- سازمان ملل متحد
- نمایندگی ایالات متحده آمریکا برای توسعه بین‌المللی
- یونسکو[۳]
- گروه بانک جهانی
- سازمان بهداشت جهانی